# アレッタ・フェデリーコ
フェデリーコ・アレッタ（Federico Aletta、1981年 - ）は、アルゼンチン出身の男性ファッションモデル、タレント、俳優。稲川素子事務所所属。

## 人物
- 語学が堪能で日本語、スペイン語、英語、イタリア語の4か国語を操る。

## 来歴
2007年3月16日、写真週刊誌「フライデー」に女優の菊地凛子との半同棲をスクープ報道される。

## 出演

### 映画
- オペレッタ狸御殿（2005年）
- 天狗外伝（2007年）